# Miller Reese Hutchison
Miller Reese Hutchison (ur. 6 sierpnia 1876 w Montrose, zm. 16 lutego 1944 w Nowym Jorku) – amerykański przedsiębiorca i wynalazca aparatu słuchowego.

## Życiorys
Urodzony 6 sierpnia 1876 roku w Montrose, jednak krótko po 1880 roku przeniósł się wraz z rodziną do Mobile i zamieszkał pod prestiżowym adresem 908 Government Street. W tym mieście rodzina mieszkała do ok. 1892 roku. Już we wczesnej młodości zaczął interesować się techniką i budować pierwsze urządzenia. W dzieciństwie podziwiał Thomasa Edisona i pragnął zostać inżynierem w jego przedsiębiorstwie. Protetyką słuchu zainteresował się pod wpływem losu Lymana N. Goulda (1872/4-1937), przyjaciela z dzieciństwa, który ogłuchł na skutek powikłań po szkarlatynie. Pierwszy patent uzyskał w wieku 16 lat (1892).
Hutchison uczył się w prywatnej szkole w Mobile (1883–1889), a następnie uczęszczał do Marion Military Institute (1889–1891), Spring Hill College (1891–1892), University Military Institute of Mobile (1892–1895), a następnie na Alabama Polytechnic Institute (1895–1897). Ponadto uczęszczał na zajęcia z anatomii Medical College of Alabama, by poznać budowę ucha. W 1889 roku założył razem z Jamesem H. Wilsonem przedsiębiorstwo Akouphone Company, które miała zajmować się wytwarzaniem aparatów słuchowych, w których falę akustyczną padającą na membranę zamieniano na falę elektryczną trafiającą do odbiornika w słuchawce. W 1895 r. Hutchison opatentował pierwszy aparat słuchowy, a w 1898 roku opatentował jego ulepszoną wersję, której sprzedaż ruszyła w grudniu 1899 roku pod nazwą Akoulallion. Urządzenie było stacjonarne i posiadało trzy słuchawki, po jednej dla każdego korzystającego. Wadą urządzenia był brak wzmacniania dźwięków, mała pojemność baterii i wysoka cena.
Rok później Hutchison wprowadził na rynek ulepszone urządzenie pod nazwą Akouphon, które było tańsze i lżejsze. Z urządzenia tego rodzaju korzystała królowa brytyjska Aleksandra, a w zamian za swoje zasługi Hutchison został nagrodzony medalem, pensją i zaproszeniem na koronację jej męża, Edwarda VII.
W 1902 roku Hutchison zbudował i opatentował jeszcze mniejsze urządzenie (Acousticon 1). Trzy lata później sprzedał prawa do urządzenia Kelleyowi Monroe Turnerowi, który ulepszył je, m.in. dodając regulator głośności.
Hutchison wynalazł także klakson samochodowy i nadał mu nazwę klaxon. Miał też powiedzieć, że dźwięk urządzenia został dobrany tak, by był maksymalnie denerwujący, dzięki czemu miał działać ostrzegawczo. Markowi Twainowi przypisywano później żart o tym, że Hutchison skonstruował go, by więcej ludzi potrzebowało aparatów słuchowych.
W następnych latach (1909−1918) pracował w przedsiębiorstwie Thomasa Edisona, w tym od 1912 roku jako główny inżynier. W tym czasie wykonał pierwszą rozmowę telefoniczną między USA i Europą. Od 1911 roku pomagał opracować baterię dla okrętów podwodnych. Służył jako osobisty przedstawiciel i doradca Edisona w dziedzinie inżynierii. W 1917 roku założył Miller Reese Hutchison, Inc.
Zmarł 16 lutego 1944 roku w Nowym Jorku.

## Życie prywatne
Syn Williama Petera Hutchisona (1847−1926) i Elizabeth Magruder Hutchison (1851−1939). Od 31 maja 1901 roku żonaty z Marthą Jackman Pomeroy Hutchison (1873−1961), para miała czworo dzieci: Millera Reese Hutchisona (1902−1980), Harolda Pomeroya Hutchinsona (1904), Juana Ceballosa Hutchinsona (1906) i Robleya Pomeroya Hutchinsona (1908).